# Alue Rambong (Juli)
Alue Rambong is een bestuurslaag in het regentschap Bireuen van de provincie Atjeh, Indonesië. Alue Rambong telt 418 inwoners (volkstelling 2010).